# FLASHBACK
《FLASHBACK》是韓國女子音樂組合After School的第5張韓語單曲，2012年6月21日由Pledis Entertainment發售。

## 概要
- 《FLASHBACK》是成員Ka-Eun加入後第一張單曲。
- 《Flashback》為此單曲的主打曲目。
- 新曲《Rip Off》為After School的第1張原創日語專輯《PLAYGIRLZ》收錄曲《Rip off》的韓語版本

## 收錄内容
1. Rip Off
2. Flashback
3. Eyeline（透視）（투시）
Nana獨唱
4. 手錶（손목시계）
5. Timeless
正雅與Raina合唱